# Kämmerzell-Hersfelder Fuldatal
Das Kämmerzell-Hersfelder Fuldatal ist eine Talsenke und gleichzeitig ein Naturraum (355.2) zwischen Knüll (Nordwesten) und Rhön (Südosten) im Fulda-Haune-Tafelland (Haupteinheit 355) in Osthessen, Deutschland, das den Lauf der Fulda zwischen den nördlichen Ortsteilen Fuldas und Bad Hersfeld begleitet. Es setzt sich zusammen aus der  Hersfelder Senke an den Mündungen von Geisbach, Haune und Solz im Norden und dem Kämmerzell-Asbacher Fuldatal im Süden.
Namensgeber sind neben Bad Hersfeld dessen südlicher Ortsteil Asbach und Fuldas nördlicher Stadtteil Kämmerzell.

## Lage und Grenzen
Der äußerste Süden des Kämmerzell-Asbacher Fuldatales liegt im Landkreis Fulda, der größere Mittelteil im Vogelsbergkreis und der Norden, wie auch komplett die sich anschließende Hersfelder Senke, im Landkreis Hersfeld-Rotenburg.
Das Kämmerzell-Hersfelder Fuldatal grenzt im Norden ans Bebra-Melsunger Fuldatal (357.1), Fulda-Werra-Bergland (Haupteinheit 357), im Osten an die Haune-Hochflächen (355.3), im Süden ans Fuldaer Becken (352.1), Fuldaer Senke (Haupteinheit 352); im südlichen Westen ans Schlitzer Land (355.1), im mittleren Westen ans Ottrauer Bergland (355.0) und im nördlichen Westen ans Kirchheimer Bergland (355.4).

## Naturräumliche Gliederung
Folgendermaßen gliedert sich das Kämmerzell-Hersfelder Fuldatal (Flächen in Klammern):
- 355.2  Kämmerzell-Hersfelder Fuldatal
  - 355.20  Kämmerzell-Asbacher Fuldatal (87,62 km²)
  - 355.21  Hersfelder Senke (12,86 km²)

## Orte
Folgende Gemeinden liegen, von Norden nach Süden geordnet, im Kämmerzell-Hersfelder Fuldatal
- Landkreis Hersfeld-Rotenburg
  - Bad Hersfeld
    - (l) Asbach

  - Hauneck (nur im Osten, rechts der Fulda)
  - Niederaula
    - (l) Niederjossa
- Vogelsbergkreis
  - Schlitz
- Landkreis Fulda
  - (Fulda)
    - (r) Lüdermünd
    - (r) Kämmerzell

## Flüsse
Im Kämmerzell-Hersfelder Fuldatal münden insbesondere folgende Flüsse in die Fulda:
| - (links) - Geisbach (22,1 km) - Meisebach (6,2 km) - Asbach (5,4 km) - Aula (22,6 km) - Jossa (22,9 km) - Wiesbach (6,8 km) - Schlitz (43,3 km) - Lüder (36,4 km) | - (rechts) - Solz (21,4 km) - Haune (66,5 km) - Schwarzbach (10,0 km) - Rombach (9,1 km) |

## Allgemeine Quellen
- BfN
  - Kartendienste
  - Landschaftssteckbrief: Kämmerzell-Hersfelder Fuldatal
- Geologische Übersichtskarte von Hessen. Geschichtlicher Atlas von Hessen.  In: Landesgeschichtliches Informationssystem Hessen (LAGIS).